# 자은국민학교 두리도분실
자은국민학교 두리도분실은 대한민국 전라남도 신안군에 있었던 초등학교다.

## 학교 연혁
- 1968년 4월 23일 자은국민학교 두리도분실 개설
- 1968년 4월 23일 도서벽지학교 '을'급 지정
- 1977년 3월 13일 폐실 및 자은국민학교 통폐합